# João Colodel
João Colodel (Canoinhas, 13 de março de 1915 — 4 de dezembro de 1991) foi um advogado e político brasileiro.
Filho de Fioravante Colodel e de Dora Colodel.
Foi deputado à Assembleia Legislativa de Santa Catarina na 3ª legislatura (1955 — 1959) e na 4ª legislatura (1959 — 1963), como suplente convocado.